# Aythya
Пловке (лат. Aythya) је род птица са дванаест врста које су тренутно прихваћене. Припадају биолошкој породици Anatidae, и то су птице водених станишта које укључују патке, гуске и лабудове. Пловке су део потпородице патака ронилица Aythyinae, које су морфолошки блиске правим паткама Anatinae, али између њих постоје и неке изражене разлике, као што је разлика у структури њихових душника. Анализе митохондријалне ДНК указују на то да су патке ронилице и праве патке прилично међусобно удаљене, а да су спољашње сличности последица конвергентне еволуције.
Патке ронилице лошије ходају на копну у односу на праве патке, јер су им ноге смештене ближе задњем делу тела, што им помаже при пливању под водом. Добре су летачице, али теже полећу са површине воде. 

## Таксономија
Род је 1822. године описао немачки зоолог Friedrich Boie, при чему је типска врста била Морска црнка. Име Aythya потиче од старогрчке речи αἴθυιᾰ (aithuia), која се односи на непознату патку која рони.

## Опис
Врста је пуначка, компактна патка средње величине, дужине од 37–61 цм, распона крила 60–84 цм и тежине 410–1.600 гр, са највећом црнокљуном риђоглавом патком, док су  америчка ћубаста патка и патка њорка најмање. Перје тела је променљиво бело, сиво, црвено-браон или црно, често са фино означена вијугавим или таласастим линијама; код неколико врста бокови су бели или бледо сиви, леђа тамније сива до црна, а груди и реп црни. Главе су јако обојене код мужјака, наранџасто-црвене код неких врста и црне са зеленим до љубичастим сјајем, при добром осветљењу; боја сјаја варира у зависности од врсте и угла пада светлости – на примеру морске црнке, глава има зелени сјај на директном светлу, а љубичасти сјај када је осветљена отпозади. Код женки, главе су најчешће смеђе боје, понекад са белим шарама на лицу. Боја очију је такође варијабилна код мужјака, од беле код патка њорке (што доводи до њеног архаичног назива „белоока патка“), преко жуте код већине врста, до тамно црвене код риђоглаве патке и црнокљуне риђоглаве патке ; код женки око је смеђе код свих врста. Кљунови су кратки, прилично широки и бледо плаво-сиве до црне боје, често са малим црним 'ноктом' на врху; честа шара плаво-сиве и црне је важна у идентификацији врсте. У лету, крила су тамно сива до црна, са белом до бледо сивом крилном линијом дуж примарног и секундарног перја; шара крила (било да је потпуно бела, или потпуно сива, или бела на секундарним и сива на примарним) је важна идентификациона карактеристика. Пловна кожица, које се користе за погон у пливању и роњењу, дугачке су 5–7 цм, велике су за величину птица и тамносиве до црнкасте код свих врста.

## Врсте
Род садржи 12 врста; сви су монотипни осим морске црнке Aythya marila, која има две подврсте у Старом и Новом свету, респективно.
| Мужјак | Женка | Научно име                                  | Име                          | Распрострањеност | Статус                  |
| ------ | ----- | ------------------------------------------- | ---------------------------- | --- | ----------------------- |
|        |       | Aythya valisineria (A. Wilson, 1814)        | Црнокљуна риђоглава патка    | Северна Америка | најмање угрожени таксон |
|        |       | Aythya americana (T.K. Eyton, 1838)         | Црвеноглава патка            | Северна Америка, од северне Канаде до нижих Сједињених Држава                                                                                        | најмање угрожени таксон |
|        |       | Aythya ferina (K.F. Linnaeus, 1758)         | Риђоглава патка              | Северна европа и Азија | рањиви таксон           |
|        |       | Aythya collaris (Е. Donovan, 1809)          | Америчка ћубаста патка       | Северна Америка, од Аљаске и северне Канаде до централних Сједињених Држава, зимује на југу до Кариба; повремени посетилац Западне Европе            | најмање угрожени таксон |
|        |       | Aythya nyroca (J.A. Güldenstädt, 1770)      | Патка њорка                  | Од Иберијског полуострва и Магреба на истоку до западне Монголије, јужно до Арабије                                                                  | скоро угрожени таксон   |
|        |       | Aythya innotata (T. Salvadori, 1894)        | Мадагаскарска патка њорка    | Мадагаскар | крајње угрожени таксон  |
|        |       | Aythya baeri (Radde, 1863)                  | Баерова патка њорка          | Југоисточна Русија и североисточна Кина, мигрирају зими у јужну Кину, Вијетнам, Јапан и Индија                                                       | крајње угрожени таксон  |
|        |       | Aythya australis (T.K. Eyton, 1838)         | Аустралијска патка њорка     | Аустралија, повремени посетиоци Нове Гвинеје, Новог Зеланда и Вануатуа на Пацифику                                                                   | најмање угрожени таксон |
|        |       | Aythya fuligula (K.F. Linnaeus, 1758)       | Ћубаста патка                | Широм умерене и северне Евроазије, повремени посетилац Сједињених Држава и Канаде                                                                    | најмање угрожени таксон |
|        |       | Aythya novaeseelandiae (J. F. Gmelin, 1789) | Новозеландска патка ронилица | Нови Зеланд | најмање угрожени таксон |
|        |       | Aythya marila (K.F. Linnaeus, 1758)         | Морска црнка                 | Исланд, северна Европа, северна Азија осим Далеког истока (A. m. marila); далека североисточна Азија, Аљаска, северна Канада (A. m. nearctica)       | најмање угрожени таксон |
|        |       | Aythya affinis (T.K. Eyton, 1838)           | Мала морска црнка            | Аљаска преко западне Канаде до западне Монтане, зимовање источно до атлантске обале и јужно до Централне Америке; повремени посетилац западне Европе | најмање угрожени таксон |

## Хибриди
Све врсте у роду су блиско повезане и склоније су хибридизацији од већине других родова птица. Хибриди који се редовно виђају у Европи су ћубаста патка × риђоглава патка, ћубаста патка × америчка ћубаста патка, морска црнка × ћубаста патка, као и риђоглава патка × патка њорка; док су у Северној Америци честа америчка ћубаста патка × морска црнка, морска црнка × ћубаста патка, као и црнокљуна риђоглава патка × црвеноглава патка. Ови хибриди често могу да подсећају на друге врсте у роду, и да се погрешно препознају; на пример хибрид ћубасте патке × риђоглаве патке могу се погрешно препознати као мала морска црнка. Обично су лако препознатљиви мушки хибриди; женски хибриди су мање очигледни и још теже их је идентификовати.

## Распрострањеност и станиште
Овај род се јавља широм Азије, Европе, Северне Америке, Аустралије, Новог Зеланда и Мадагаскара, а такође и у северној половини Африке првенствено зими. Мали број такође стиже до крајњег севера Јужне Америке зими. У сезони гнежђења ограничени су на добро обрасла слатководна језера, док зими користе и слатководна језера и заштићене слане увале и увале.

## Гнежђење
Гнезда су скривена у густом обалном растињу, често на острвцима који пружају већу сигурност од копнених предатора. Инкубација [2–]6–10[–18] јаја траје 3–4 недеље и у потпуности је обавља женка. Пачићи добијају комплетно перје за око 6-7 недеља и о њима се брине првенствено женка, иако мужјак може помоћи у чувању пачића. "Подметање јаја у гнездо', када више од једне женке полаже јаја у једно гнездо је повремено и потенцијално се односи на гнезда која садрже више од десет јаја.

## Исхрана
Исхрана, која се углавном добија роњењем до дубине од 0,5-0,6 м, изузетно до 10 м, али понекад и са површине без роњења, састоји се од мешавине биљног материјала (укључујући семе, лишће и корење водених биљака) и бескичмењака који живе на дну, укључујући црве, мекушце и инсекте. У урбаним локацијама, неколико врста је научило да узимају хлеб или птичје семе којима људи хране патке.

## Фосилни записи
Пловка Aythya shihuibas је описана у касном миоцену у Кини, али вероватно је припадала ван крунске групе Aythya. Зеленков (2016) је пренео врсту Anas denesi (Kessler 2013), познату из касног миоцена Мађарске, у род Aythya. Неописана праисторијска врста позната је само по фосилним остацима из раног плеистоцена пронађеним у Дурсунлу, Турска , међутим, може се односити на палеоподврсту постојеће врсте с обзиром на њену старост. Подфосили су такође пронађени на Реиниону, где су пронађени фосилни остаци "Réunion pochard" (Aythya sp.) чека формални опис и може се показати да је била популација Мадагаскара.
Миоценски Aythya arvernensis сада се налази у Mionetta период, док се чини да Aythya chauvirae садржи остатке две врсте, од којих бар једна изгледа да није патка ронилица.

## Галерија
- Америчка риђоглава патка
Aythya valisineria
Језеро Мерит, Окланд, Калифорнија
- Црвеноглава патка
Aythya americana
Централ парк, Њујорк
- Риђоглава патка
Aythya ferina
- Америчка ћубаста патка
Aythya collaris
Парк Хамбер Беј, Торонто, Канада
- Патка њорка
Aythya nyroca
Медитерански центар за станишта, Остија, Рим, Италија
- Мадагаскарска патка њорка илустрација мужјака
Aythya innotata
- Баерова патка њорка
Aythya baeri
Вухан, Хубеј, Кина
- Женка Аустралијске патке њорке
Aythya australis
Голф терен Херствил, Нови Јужни Велс, Аустралија
- Ћубаста патка
Aythya fuligula
Вохрасандфанг, Кирхајн, Немачка
- Новозеландска патка ронилица
Aythya novaeseelandiae
Резерват за дивље животиње Карори, Велингтон, Нови Зеланд
- Морска црнка
Aythya marila
Језеро Килингворт, Нортамберленд, Североисточна Енглеска
- Мала морска црнка
Aythya affinis
Регионални парк Ралф Б. Кларк, Буена Парк, Калифорнија, САД